# Kalsoy
Kalsoy (dánul: Kalsø) egy sziget Feröer északkeleti részén.

## Földrajz

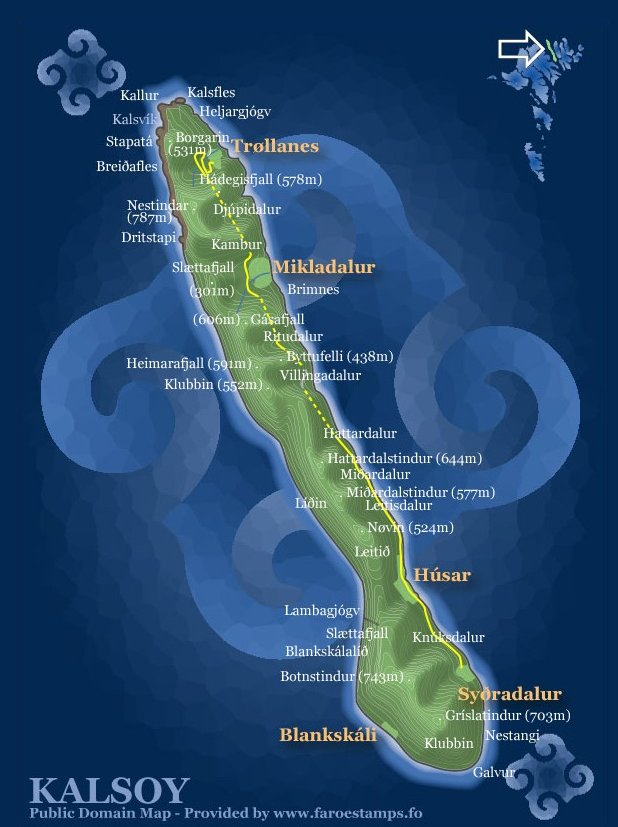
Kalsoy térképe

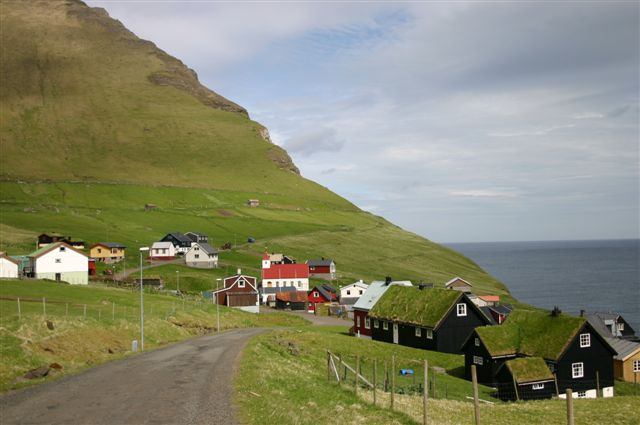
Mikladalur

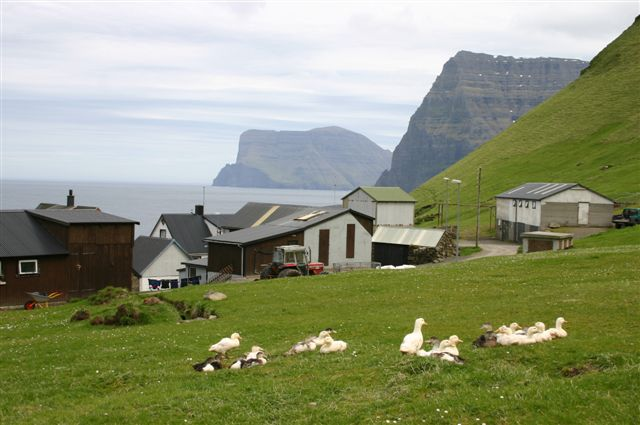
Trøllanes

Eysturoy és Kunoy között fekszik, és a Norðoyar régióhoz tartozik. Területe 30,62 km². Összesen 13 hegycsúcs van a szigeten, ezek közül a két legnagyobb a Nestindar (788 m) és a Botnstindur (744 m). A sziget nyugati oldala meredeken szakad bele a tengerbe, a keleti oldal lankásabb és szelíd völgyekkel tagolt; a települések is ezen az oldalon vannak. A sziget északi pontján áll a Kallur világítótorony.

### Élővilág
A sziget madárvilága nemzetközi jelentőségű. Évente mintegy 70 000 pár tengeri madár költ az északi és a nyugati parton található fészkelőhelyeken. A legjelentősebb fajok a lunda (40 000 pár), a háromujjú csüllő (15 600 pár), a lumma (10 700 egyed), az európai viharfecske (5000 pár) és a fekete lumma (500 pár).

## Népesség
Négy település található a szigeten, mind a négy a lankásabb keleti parton: Húsar, Mikladalur, Syðradalur és Trøllanes. Régebben volt egy Blankskáli nevű település, de lakosai 1812-ben elhagyták.
| Év              | Lakosság |
| --------------- | -------- |
| 1986. január 1. | 122      |
| 1991. január 1. | 135      |
| 1996. január 1. | 136      |
| 2001. január 1. | 139      |
| 2006. január 1. | 129      |

## Közlekedés
A települések egy több alagútból is álló úthálózaton keresztül állnak összeköttetésben, amely 1986-ban készült el. Az új kikötő megépülte óta a régi kis hajó helyett naponta többször közlekedő kompjárat köti össze Syðradalurt Klaksvíkkal, onnan az 506-os busszal érhető el a többi település.

## Kultúra
Mikladalurt és környékét számos festmény örökíti meg, mivel több híres festő is itt nőtt fel. A szigeten játszódik a fókanő mondája.

### Külső hivatkozások
- Légifotók Archiválva 2006. október 5-i dátummal a Wayback Machine-ben (Anfinn Frederiksen) (angol)